# پروژ
پروژ (به فرانسوی: Pérouges) یک کمون در فرانسه است که در Canton of Meximieux واقع شده‌است.

## خصوصیات
پروژ ۱۸٫۹۷ کیلومترمربع مساحت و ۱٬۲۰۵ نفر جمعیت دارد و ۲۷۰ متر بالاتر از سطح دریا واقع شده‌است.

## نگارخانه

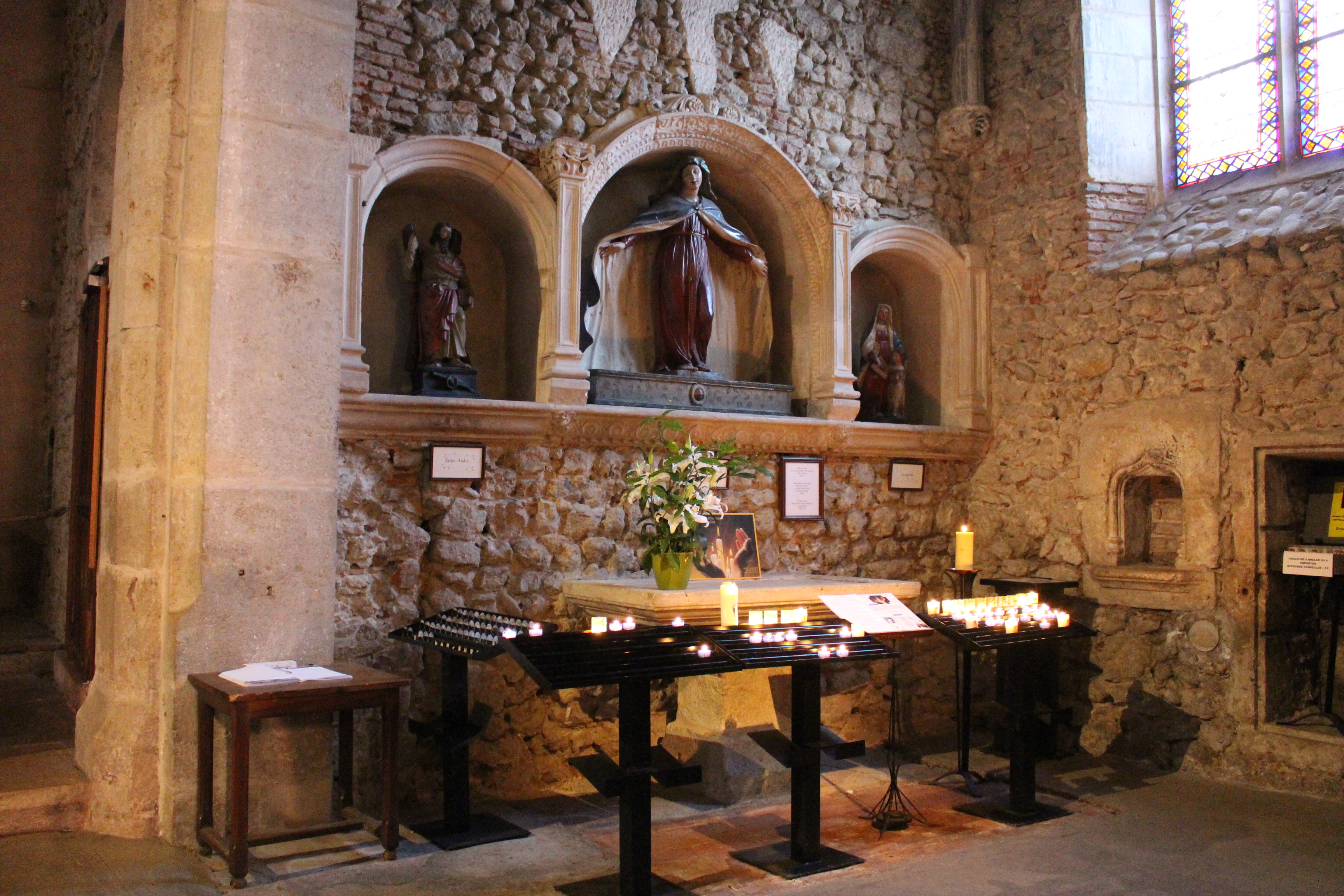
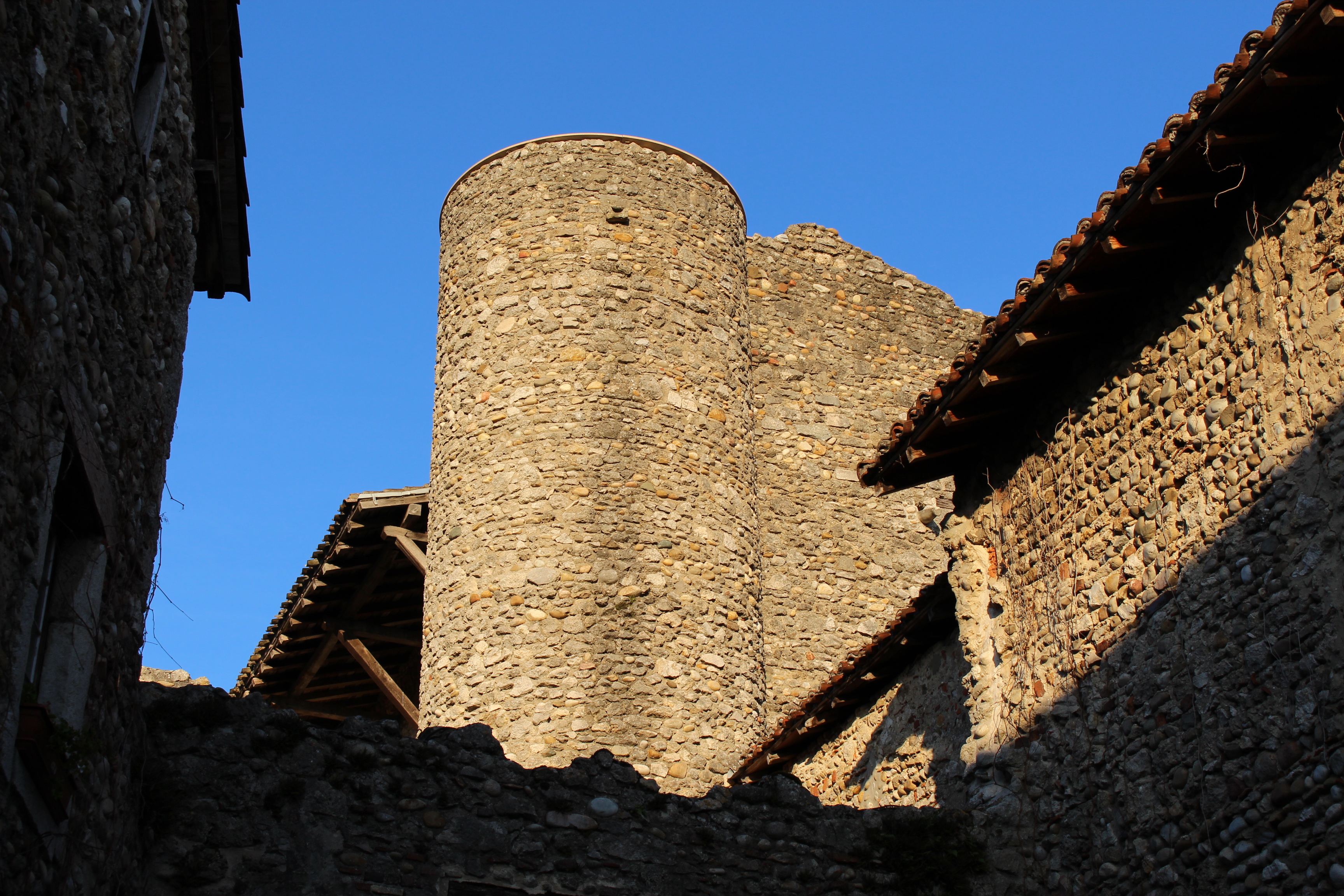
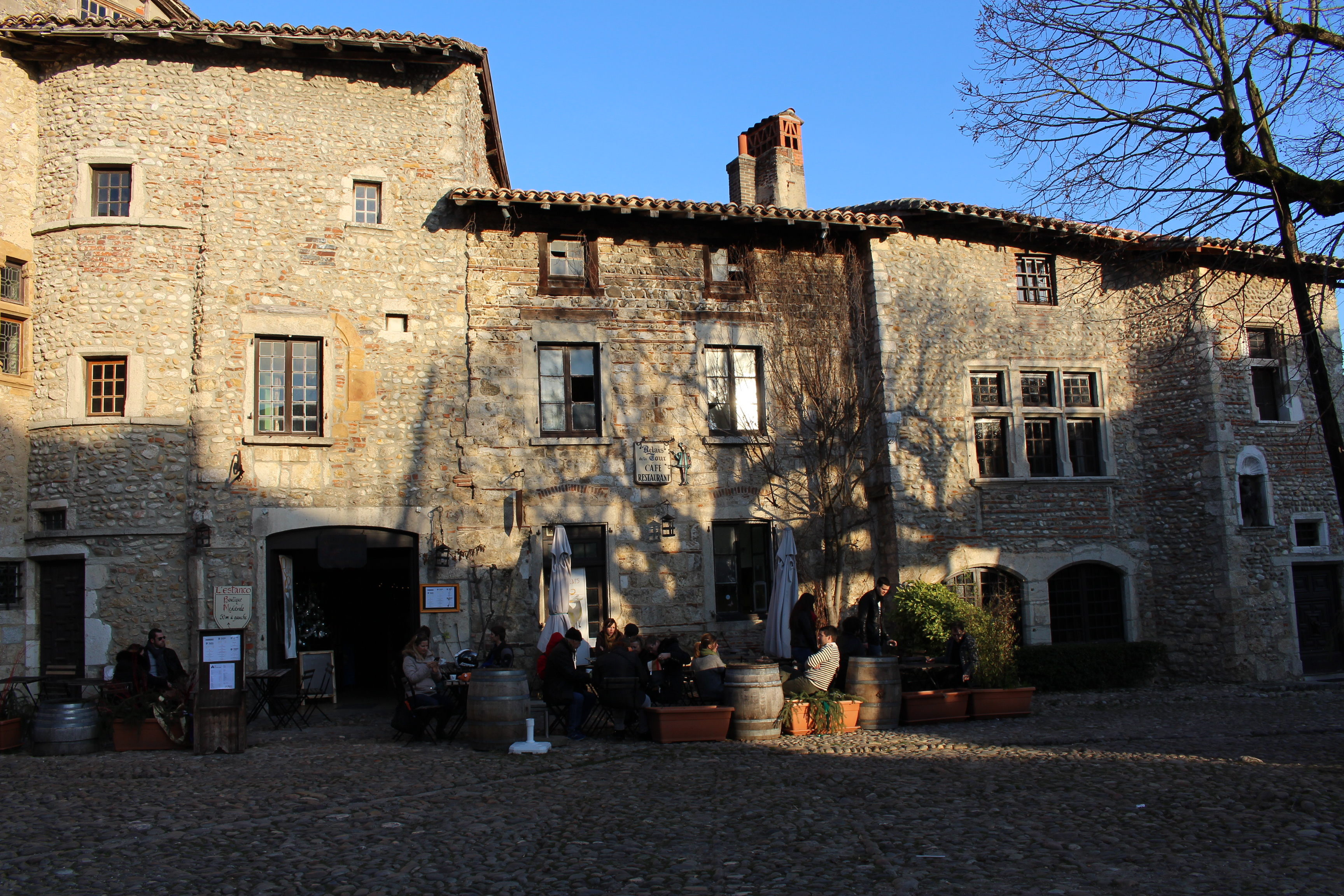
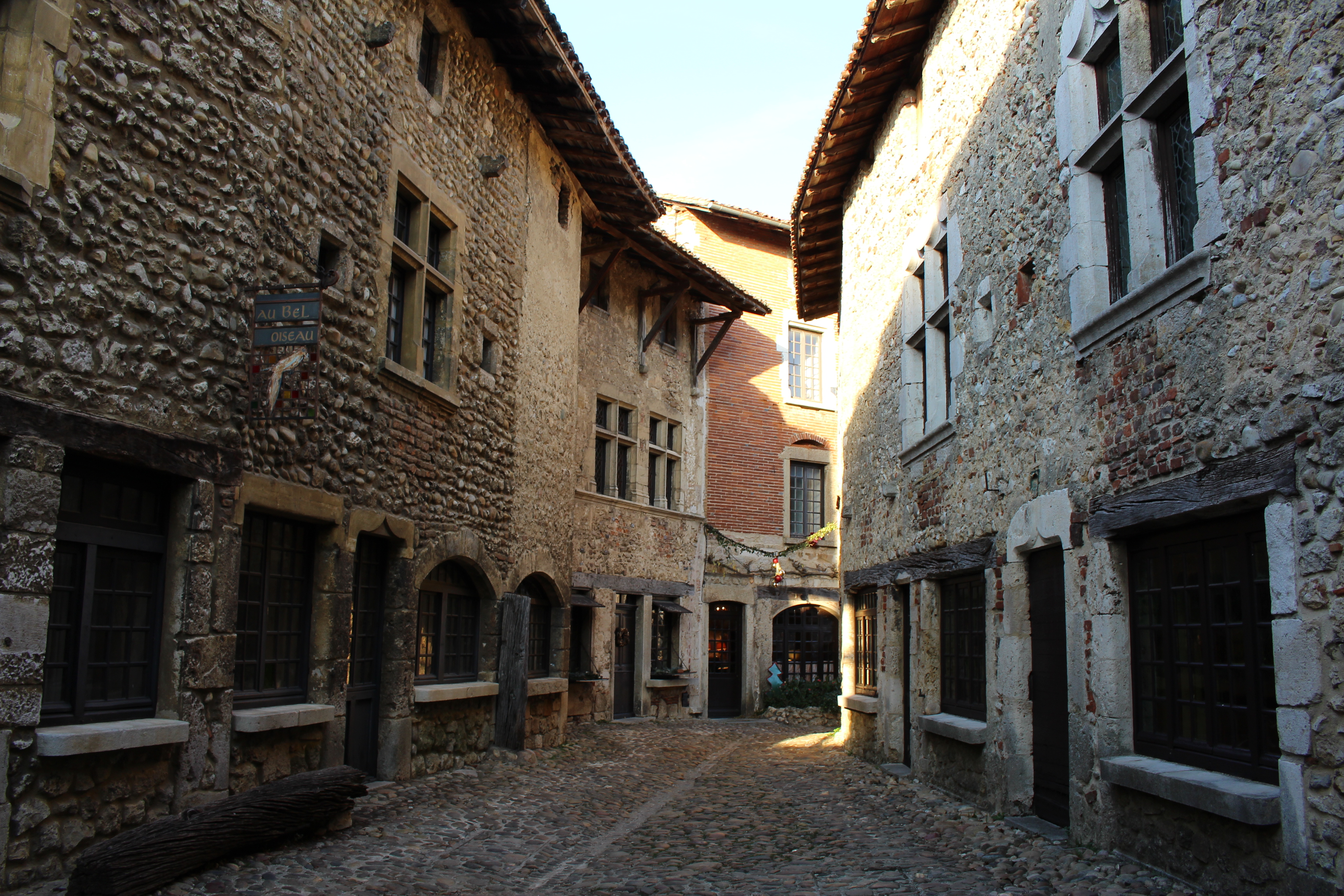
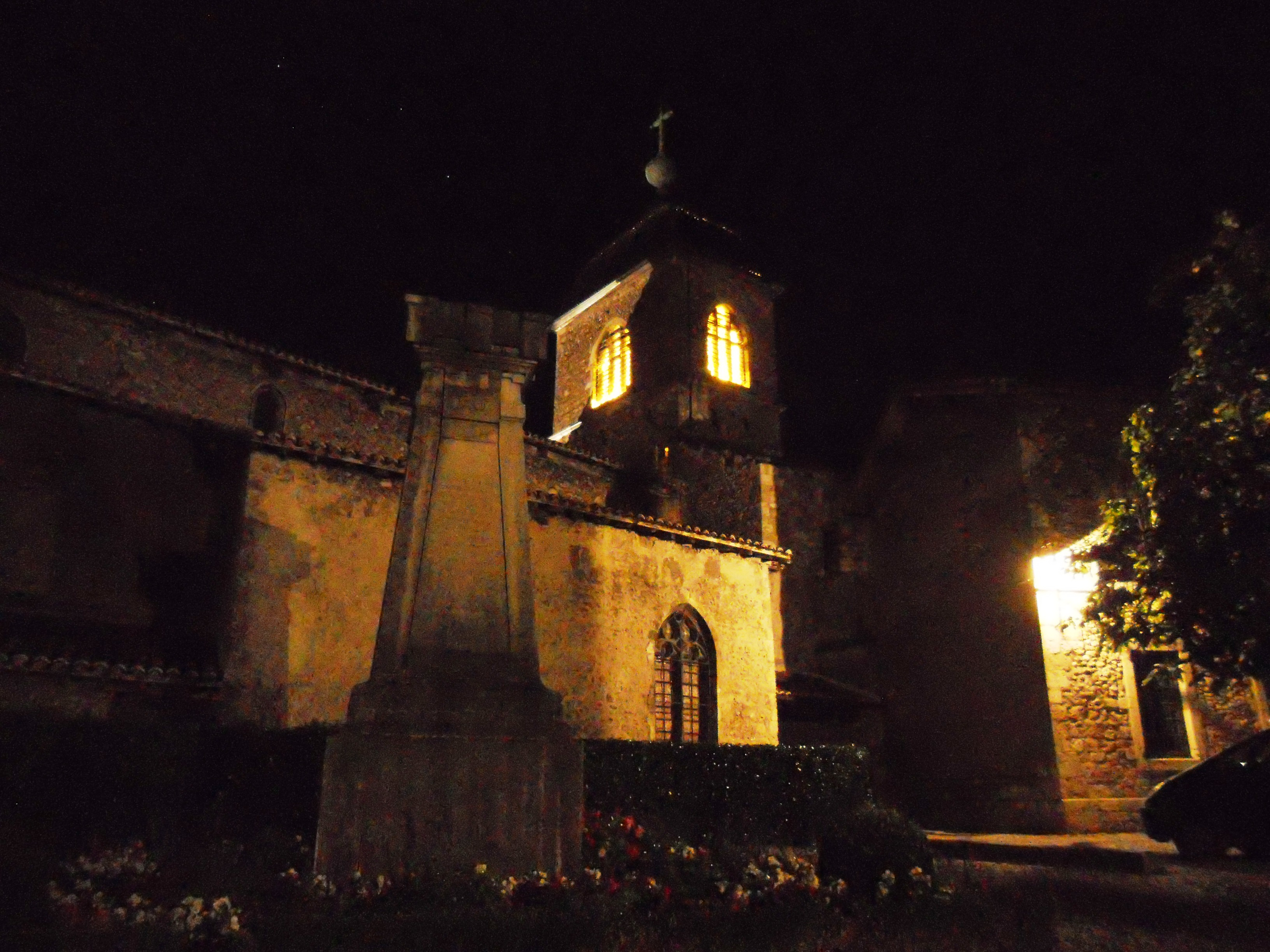